# ムーンライトレディ
『ムーンライトレディ』は、1993年3月26日にNECホームエレクトロニクスから発売されたPCエンジンSUPER CD-ROM²用のアクションRPGである。

## 概要
3人の女子中学生がバトルドレスと呼ばれる戦闘服を身に付けることで、戦士に変身して戦うゲームであり、『美少女戦士セーラームーン』（1992年 - 1997年）をオマージュした作品。そのため変身中に流れるBGMが酷似している。
このゲームの展開は通常パートと戦闘パートに分かれる。
通常パートでは、RPGのようにフィールドを探索し、情報収集を行う。フィールド内にはアイテムが隠されている場所もあり、調べることで入手できる。情報を集めてシナリオが進み、「ムーンライトレディ」に変身すべき状況（怪人が出現したなど）になると、変身シーンを挟んで戦闘パートに移る。
戦闘パートはアクションゲームとなる。ムーンライトレディを操作し、通常攻撃・特殊攻撃を使って敵を倒していく。ボスを倒すと次のステージへ移る。HPは3人共通となっているので0になるとゲームオーバーになる。
データセーブは日記などで行われる。
全13ステージ。
バンプレストがPCエンジンへのサードパーティ参入と同時に本家『セーラームーン』のPCエンジン版が発売され『月刊PCエンジン』の誌面で揶揄されたこともあった。

## ストーリー

### 各話タイトル
1. 変身！ ムーンライトレディ
2. 魔界学園 綾救出作戦？
3. 日和子の天敵 麗子登場
4. 必殺の0.1秒 炸裂！！デルタ・アタック
5. 発進ムーンライトV3！！
6. 転校生
7. 復讐の狼
8. 洞穴のひみつ 真夏の臨海学園
9. デルタ・アタックが効かない！？ ケルベロスの挑戦
10. 光の国へ 麗子大はしゃぎ！
11. 光の国 シャンヴェルディ
12. ファンタズムメイデン
13. 美貌の都

## 登場人物

### 主要人物
彩月 日和子 (いろつき ひよこ) / ムーンライトレディアルテミス
声：こおろぎさとみ
月観学園中等部三年生E組 / 誕生日：1977年6月1日 / 身長：160cm / 血液型：O型
本作の主人公。ドジで泣き虫でいいかげんな性格。ある日、日和子はニケと出会い、光の洗礼を受けてムーンライトレディのリーダーとなる。ムーンライトレディアルテミスに変身できる。
水無神 綾 (みなかみ あや) / ムーンライトレディアクエリアス
声：吉田古奈美
月観学園中等部三年生A組 / 誕生日：1977年10月15日 / 身長：163cm / 血液型：B型
アクセサリーよりも本に興味を示す。化学部の部長をつとめる才女。ムーンライトレディアクエリアスに変身できる。
姫神 麗子 (ひがみ れいこ) / ムーンライトレディミネルヴァ
声：水谷優子
月観学園中等部三年生C組 / 誕生日：1977年7月20日 / 身長：165cm / 血液型：A型
8歳の時に両親を亡くし、祖父の家で育った。自立心が強く気丈で大人びた性格。料理、日和子を鍛えることを好む。ムーンライトレディミネルヴァに変身できる。
ニケ
声：まるたまり
日和子達にコンバージョンジュエルを渡した光の国シャンヴェルディの住人。生身だと日和子が怖がるので鳥のぬいぐるみの中に入っている。

### 主要人物の敵対者
くらやみ乙女
声：川浪葉子
魔界にある美貌の都の主。実はニケの姉である。魔物たちの総大将。
ガーゴイル
声：大塚明夫
くらやみ乙女の部下。物語前半のボス。ピンチになるとアンモナイト怪人に変身する。
ケルベロス
声：大塚芳忠
くらやみ乙女の幹部。物語後半のボス。ガーゴイルとはライバル関係にある。
キャトル、パフィオ、キプリス、ウィンディーネ
くらやみ乙女が送り出した四天王。

### その他の人物
ムーンライトV3
声：速水奨
ムーンライトレディが搭乗する合体ロボット。
愛宕 美果
月観学園中等部三年生。日和子のクラスメイト。

## スタッフ
- 企画：国府方政男、西田晴幸
- おはなし：かえるさん
- 操演：かえるさん、西田晴幸、坂井志保
- キャラクターデザイン：As'まりあ （プロトたいぷ）
- モンスターデザイン：ねことむ
- SPRワーク：秋谷浩市、内山博
- BGワーク：梅ヶ迫貴士、ちんぷい、金護寺小夜子
- ヴィジュアルワーク：戸嶋剛司、内山博、秋谷浩市、後藤恵一、山崎裕康、丸山能弘
- 原画：迫田充人、阿部航、近藤高広
- RPG（ゲームプログラム）：清水昭博
- Action（ゲームプログラム）：熊田浩司
- ヴィジュアルプログラム：木村珖姫
- 音楽：長谷部潤
- 助っ人：三木武、地走誠太
- 広報：近藤信之
- プロデューサー：高垣信宏
- スペシャルサンクス：中野誠二、竹内政夫
- 協力：アーツ・ビジョン、メディアプラス、サウンドエムズ、ヴァンクル、NEC

## 評価
ゲーム誌「ファミコン通信」の「クロスレビュー」では5・4・4・4の合計17点（満40点）、「月刊PCエンジン」では70・80・75・70・70の平均73点（満100点）、「電撃PCエンジン」では75・85・75・70の平均76.25点（満100点）、「PC Engine FAN」の読者投票による「ゲーム通信簿」での評価は以下の通りとなっており、22.64点（満30点）となっている。また、この得点はPCエンジン全ソフトの中で112位（485本中、1993年時点）となっている。同雑誌1993年10月号特別付録の「PCエンジンオールカタログ'93」では、「ロールプレイング色の強い美少女ものアドベンチャー・アクションゲーム」と紹介されている。
| 項目 | キャラクタ | 音楽 | 操作性 | 熱中度 | お買得度 | オリジナリティ | 総合  |
| 得点 | 4.60       | 3.73 | 3.27   | 3.71   | 3.69     | 3.64           | 22.64 |